# NAC in het seizoen 1968/69
Het seizoen 1968/1969 was het 15e jaar in het bestaan van de Bredase betaaldvoetbalclub NAC. De club kwam uit in de Eredivisie en eindigde daarin op de zevende plaats. Tevens deed de club mee aan het toernooi om de KNVB Beker, hierin werd in de tweede ronde, na strafschoppen, verloren van Heracles (1–1).

## Wedstrijdstatistieken

### Eredivisie
|       | ADO   | Ajax  | AZ '67 | DOS   | DWS   | Feijenoord | Fortuna SC | Go Ahead | Holland Sport | GVAV  | NAC   | N.E.C. | PSV   | Sparta | Telstar | FC Twente '65 | Volendam |
| ----- | ----- | ----- | ------ | ----- | ----- | ---------- | ---------- | -------- | ------------- | ----- | ----- | ------ | ----- | ------ | ------- | ------------- | -------- |
| Thuis | 0 – 1 | 0 – 2 | 6 – 0  | 1 – 0 | 1 – 1 | 3 – 1      | 5 – 1      | 1 – 1    | 2 – 1         | 2 – 0 | 0 – 0 | 2 – 0  | 2 – 2 | 1 – 0  | 4 – 4   | 0 – 0         | 3 – 0    |
| Uit   | 1 – 1 | 8 – 1 | 2 – 0  | 3 – 3 | 2 – 0 | 2 – 1      | 0 – 0      | 3 – 1    | 4 – 2         | 0 – 0 | 1 – 2 | 1 – 1  | 2 – 0 | 3 – 3  | 1 – 1   | 1 – 1         | 0 – 0    |

### KNVB Beker
| 1e ronde                                                | Wageningen                         | 2 – 4 (1 – 1)                         | NAC                                            |
| 15 september 1968 Plaats: Wageningen De Wageningse Berg | Jan Rorije 40' Frans van Ernst 88' |                                       | 11', 64', 75' Gerrie Deijkers 62' Jan van Gorp |
| 2e ronde                                                | NAC                                | 1 – 1 (1 – 1, 1 – 1) Na strafschoppen | Heracles                                       |
| 10 november 1968 Plaats: Breda Beatrixstraat            | Jan van Gorp 8' (pen.)             |                                       | 14' Hans Roordink                              |

## Statistieken NAC 1968/1969

### Eindstand NAC in de Nederlandse Eredivisie 1968 / 1969
| Stand | Gespeeld | Gewonnen | Gelijk | Verloren | Punten | Doelpunten voor | Doelpunten tegen |
| ----- | -------- | -------- | ------ | -------- | ------ | --------------- | ---------------- |
| 7e    | 34       | 10       | 15     | 9        | 35     | 50              | 48               |

### Topscorers
| #                 | Naam                | Goal |
| ----------------- | ------------------- | ---- |
| 1.                | Andrzej Frankiewicz | 12   |
| 2.                | Jacques Visschers   | 11   |
| 3.                | Gerrie Deijkers     | 8    |
| 3.                | Norbert Pogrzeba    | 8    |
| 5.                | Addy Brouwers       | 3    |
| 5.                | Cock Luyten         | 3    |
| 7.                | Jan van Gorp        | 2    |
| 8.                | Frie Nouwens        | 1    |
| 8.                | Frans Vermeulen     | 1    |
| Onbekend doelpunt |                     |      |
| –                 | Onbekend            | 1    |
| Totaal            | Totaal              | 50   |

| #      | Naam            | Goal |
| ------ | --------------- | ---- |
| 1.     | Gerrie Deijkers | 3    |
| 2.     | Jan van Gorp    | 2    |
| Totaal | Totaal          | 5    |

## Voetnoten
ADO ·
Ajax ·
AZ '67 ·
DOS ·
DWS ·
Feijenoord ·
Fortuna SC ·
Go Ahead ·
Holland Sport ·
GVAV ·
MVV ·
NAC ·
N.E.C. ·
PSV ·
Sparta ·
Telstar ·
FC Twente '65 ·
Volendam